# Legione araba
La Legione araba (in arabo الفيلق العربي‎?, al-Faylaq al-ʿArabī) è stato l'esercito regolare transgiordano e poi giordano nella prima parte del XX secolo.

## Creazione
Nell'ottobre 1920, dopo aver conquistato la regione della Transgiordania, il Regno Unito formò un'unità di 150 uomini chiamata "Forza mobile", al comando del Capitano Frederick Gerard Peake, per difendere il territorio contro entrambi minacce interne ed esterne. La Mobile Force aveva sede a Zarqa. L'80% dei suoi uomini proveniva dalla comunità cecena locale.

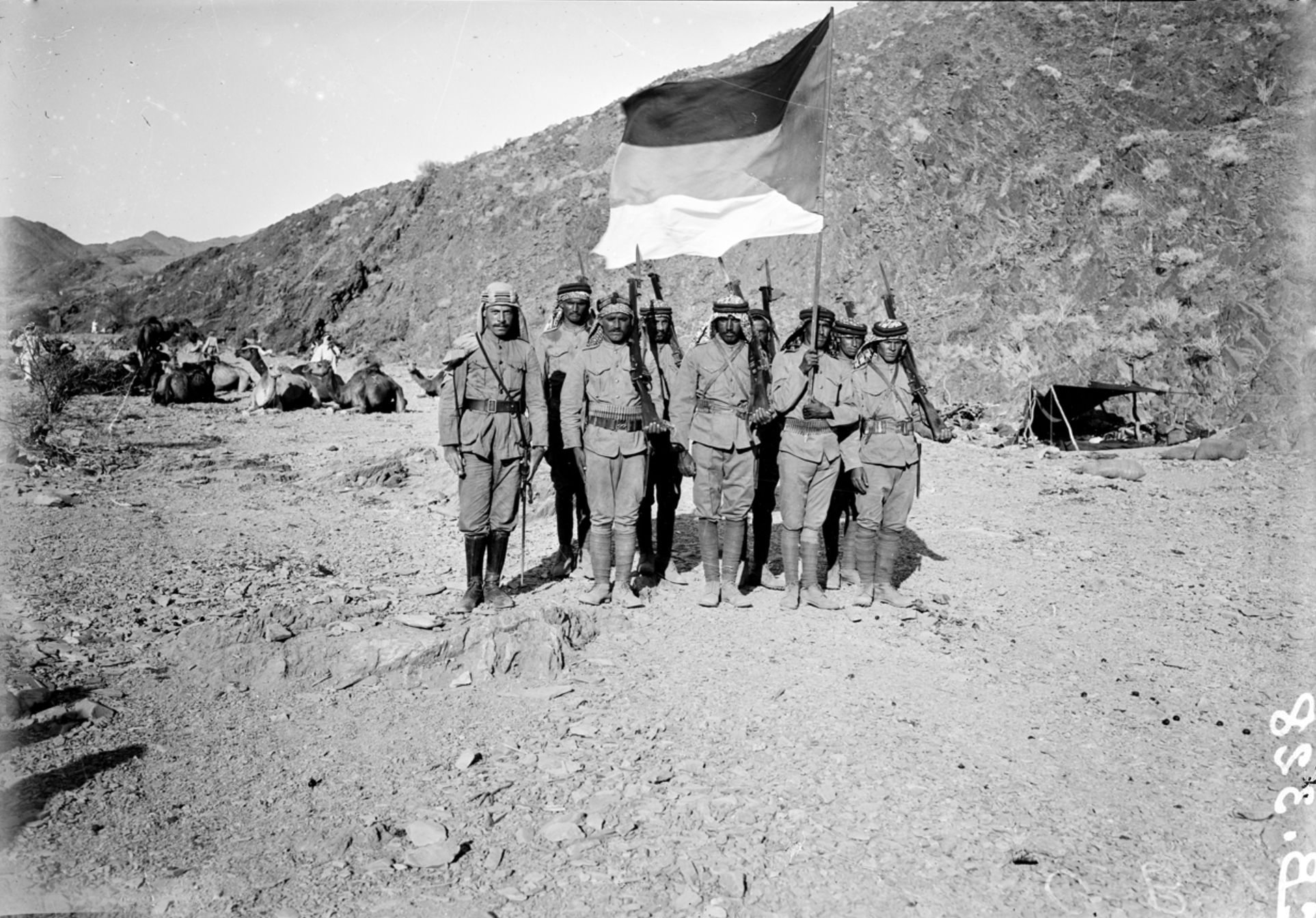
L'esercito arabo durante la rivolta araba del 1916 contro l'Impero ottomano, che costituì il nucleo della Legione araba

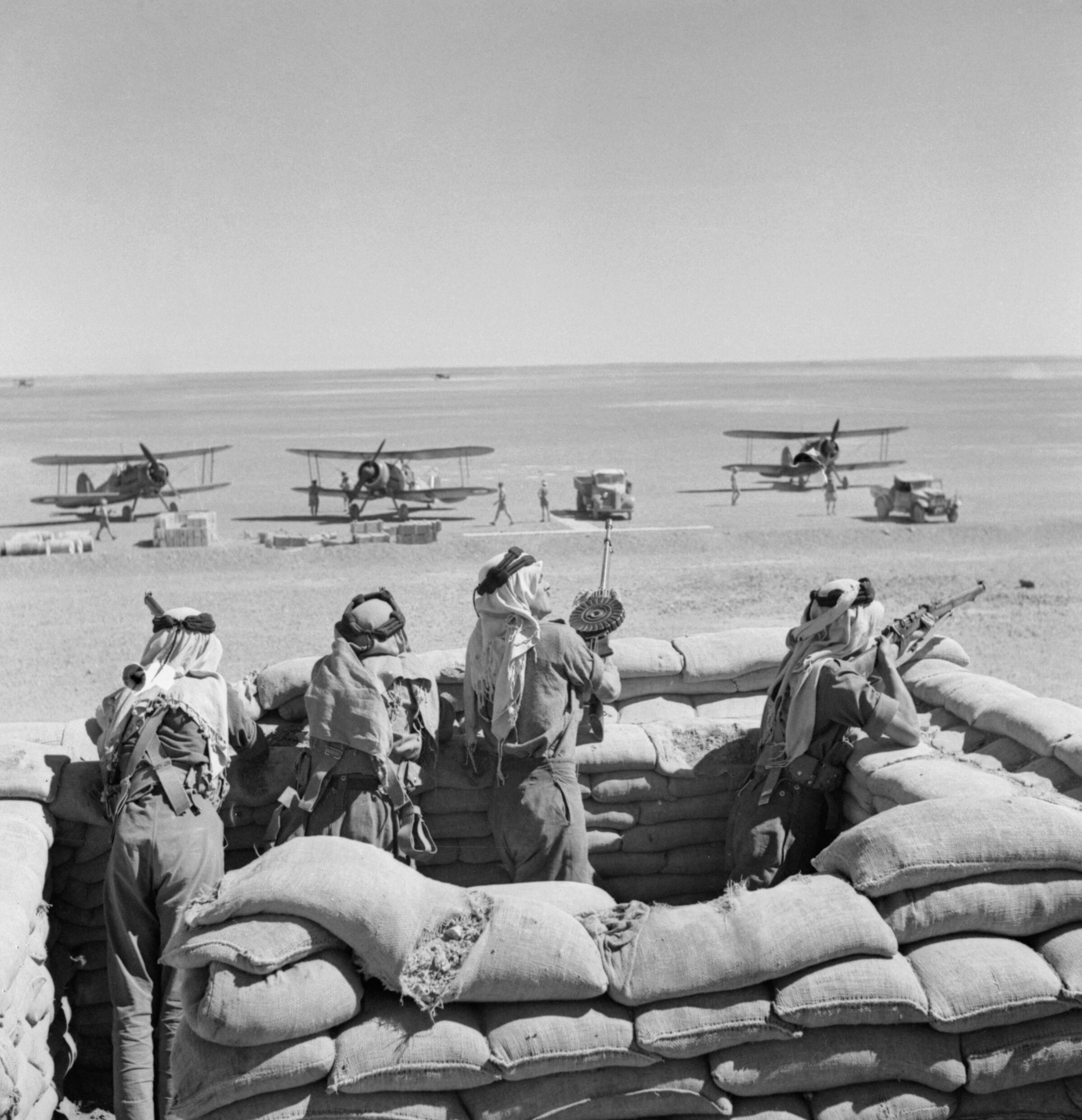
Legione araba in Iraq durante la guerra anglo-irachena nel 1941

Venne rapidamente ampliata a 1.000 uomini, reclutando arabi che avevano prestato servizio nell'esercito ottomano. Il 22 ottobre 1923, la polizia venne fusa con la Forza di riserva mobile, ancora sotto Peake, che ora era un dipendente dell'Emirato di Transgiordania. La nuova forza venne chiamata Al Jeish al Arabi ("esercito arabo") ma fu sempre conosciuta ufficialmente in inglese come la Legione araba. La Legione araba era finanziata dalla Gran Bretagna e comandata da ufficiali britannici. La Legione venne costituita come forza di polizia per mantenere l'ordine tra le tribù della Transgiordania e per proteggere l'importante strada Gerusalemme–Amman.
Il 1 aprile 1926 venne formata, da quadri tratti dalla Legione araba, la Transjordan Frontier Force. Consisteva di soli 150 uomini e la maggior parte di loro era di stanza lungo le strade della Transgiordania. Durante questo periodo la Legione araba venne ridotta a 900 uomini e fu anche spogliata delle sue mitragliatrici, dell'artiglieria e delle truppe di comunicazione.
Nel 1939, John Bagot Glubb, meglio conosciuto come "Glubb Pascià", divenne il comandante della Legione, con il maggiore generale Abdul Qadir Pascià Al Jundi come suo vice comandante. Insieme lo trasformarono nell'esercito arabo meglio addestrato.

## Seconda guerra mondiale
Durante la seconda guerra mondiale, la Legione araba prese parte allo sforzo bellico britannico contro le forze filo-Asse nel teatro del Mediterraneo e del Medio Oriente. A quel punto, la forza era cresciuta fino a 1.600 uomini.
La Legione, parte dell'Iraqforce, contribuì in modo significativo alla guerra anglo-irachena ed alla campagna di Siria, due prime vittorie decisive per gli Alleati.

Stendardo usato dai comandanti

I primi tre ufficiali in rappresentanza della Legione che parteciparono alla Marcia della Vittoria erano il maggiore generale Abdul Qadir Pascià el Jundi, O.B.E., il colonnello Bahjat Bey Tabbara e il tenente colonnello Ahmed Sudqui Bey, M.B.E.

## Guerra arabo-israeliana del 1948

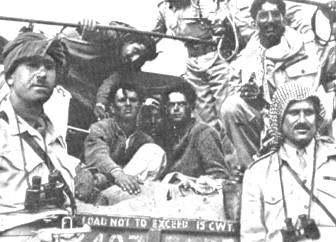
Il comandante della Legione araba Abdullah el Tell (all'estrema destra) con il capitano Hikmat Mihyar (all'estrema sinistra) posano con i prigionieri ebrei dopo la caduta di Gush Etzion

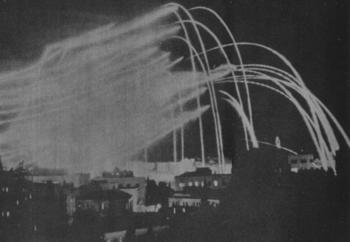
I proiettili di artiglieria della Legione araba illuminano Gerusalemme nel 1948

La Legione araba partecipò attivamente alla guerra arabo-israeliana del 1948. Con una forza totale di poco più di 6.000 uomini, il contingente militare della Legione araba consisteva di 4.500 uomini in quattro reggimenti singoli delle dimensioni di un battaglione, ciascuno con i propri squadroni di autoblindo, e sette compagnie indipendenti più truppe di supporto. I reggimenti erano organizzati in due brigate. La 1ª Brigata conteneva il 1º ed il 3º Reggimento mentre la 3ª Brigata conteneva il 2º ed il 4º Reggimento. C'erano anche due batterie di artiglieria con quattro cannoni da 25 libbre ciascuna. Il 9 febbraio 1948 la Transjordan Frontier Force venne sciolta e i membri vennero riassorbiti nella Legione araba. Sebbene guidata da Glubb, ora tenente generale, il comando sul campo era del brigadiere Norman Lash.
La Legione venne inizialmente ritirata dalla Palestina nel territorio della Transgiordania, su istruzione delle Nazioni Unite, prima della fine del mandato britannico. Con l'inizio delle ostilità la Legione rientrò in Palestina con la 1ª Brigata diretta a Nablus e la 2ª Brigata diretta a Ramallah. La Legione araba entrò in Palestina con altre forze arabe il 15 maggio 1948, utilizzando il ponte di Allenby, ora di re Hussein, mentre avanzavano per coprire gli approcci da Jenin, a nord verso Afula e dal ponte Al-Majame'a sul fiume Giordano verso Beisan-Afula.
C'era un notevole imbarazzo da parte del governo britannico che gli ufficiali britannici fossero impiegati nella Legione durante il conflitto e tutti loro, incluso un comandante di brigata, ricevettero l'ordine di tornare in Transgiordania. Ciò portò al bizzarro spettacolo di ufficiali britannici che lasciavano le loro unità per tornare in Transgiordania, solo per sgattaiolare indietro attraverso il confine e ricongiungersi alla Legione araba. Senza eccezione, tutti gli ufficiali britannici tornarono alle loro unità. Un MP britannico chiese che Glubb Pascià fosse imprigionato per aver prestato servizio in un esercito straniero senza il permesso del re.
Le unità della Legione araba furono impegnate in diverse battaglie con le forze ebraiche, incluse le seguenti:
- Attacco al convoglio di Ben Shemen a Beit Nabala – 14 dicembre 1947[4]
- Battaglia dell'insediamento di Neve Yaakov – 18 aprile 1948[5]
- Attacco al Kibbutz Gesher il 27–28 aprile 1948[6][7]
- Occupazione del forte di Tegart a Latrun il 17 maggio 1948,[8] e più tardi le battaglie di Latrun dal 20 maggio al 18 luglio 1948.
- Battaglia di Gerusalemme (1948) ed assedio di Gerusalemme dal 17 maggio al 18 luglio 1948,
- Attacco e conquista (ma più tardi persa) del Kibbutz Gezer il 10 giugno 1948,[9]
- Tarqumiya il 24 ottobre 1948.[10]

Alla fine della guerra nel 1949, la Legione araba era composta da oltre 10.000 uomini che presidiavano un fronte di 100 miglia, che poi si espanse a un fronte di 400 miglia in seguito al ritiro delle forze irachene.

## Altri scontri con Israele

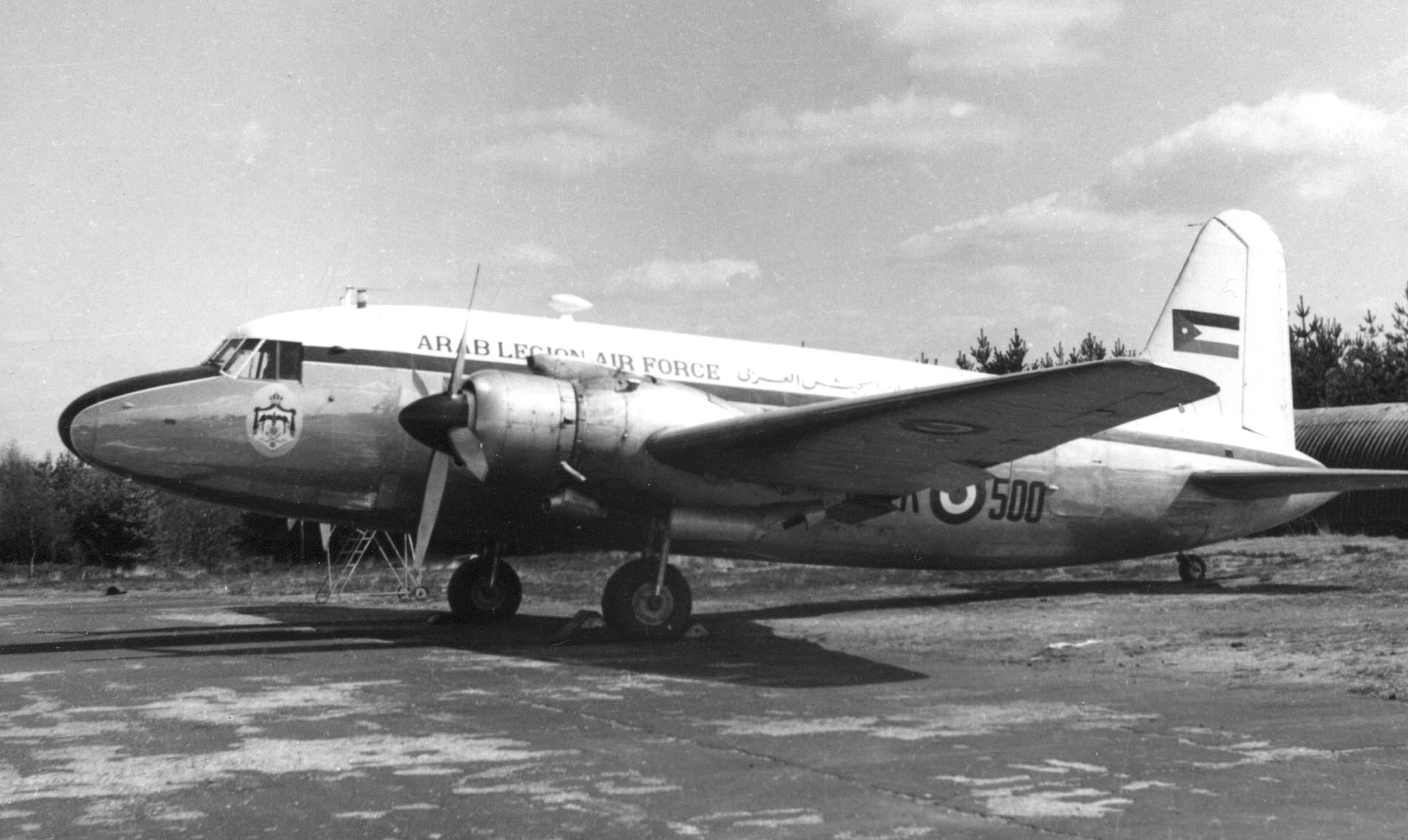
Vickers VC.1 Viking dell'aeronautica della Legione araba nel 1955

L'11 settembre 1956 una forza israeliana, in quella che l'IDF definì una delle sue operazioni di rappresaglia, l'operazione Jehonathan, fece irruzione nel territorio giordano ad Al-Rahwa, nel settore di Hebron, attaccando la stazione di polizia e scontrandosi con un'unità della Desert Force della Legione. Morirono oltre venti soldati e poliziotti.
La Legione in genere rimase fuori dalla crisi di Suez del 1956.

## Esercito giordano
Il 1 marzo 1956, la Legione araba venne ribattezzata Esercito arabo (ora Forze armate giordane) come parte dell'arabizzazione del suo comando, sotto la quale re Hussein di Giordania dimise il comandante britannico della Legione "Glubb Pascià" e altri alti ufficiali britannici. In Israele, il termine ebraico "Ligioner" (ליגיונר), cioè "legionario" venne ancora usato in modo informale per i soldati giordani per molti anni dopo, anche al tempo della guerra del 1967 e delle sue conseguenze.

## Comandanti

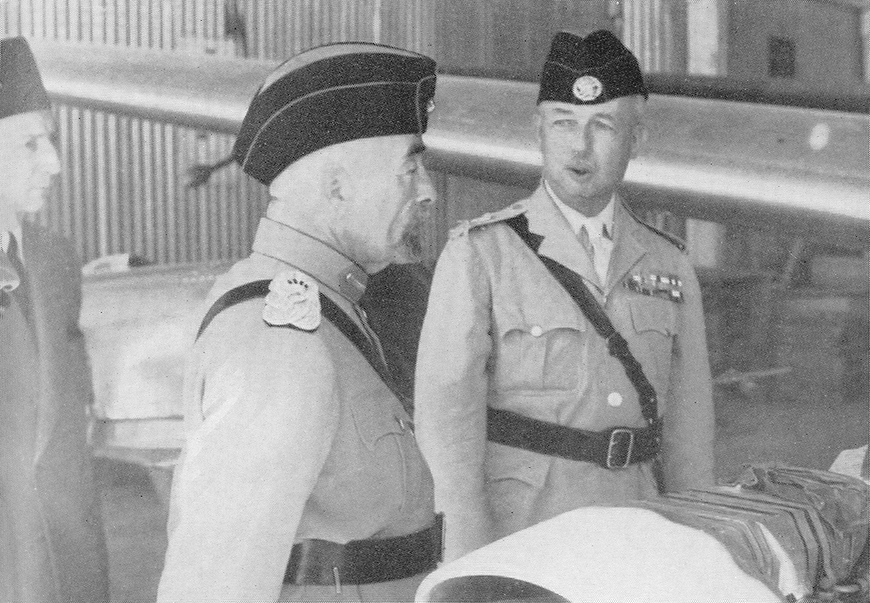
Re Abd Allah I con John Bagot Glubb "Glubb Pascià"

- Colonnello Frederick Peake ("Peake Pascià") – 22 ottobre 1923 – 21 marzo 1939
- Tenente colonnello Ernest Stafford ("Stafford Bey") 2° IC—1924–1931.
- Tenente generale John Glubb, KCB, CMG, DSO, OBE, MC ("Glubb Pascià") – 21 marzo 1939 – 1º marzo 1956
- Maggior generale Abdul Qadir Pascià Al Jundi, O.B.E. ("Abdul Qadir Pascià") - 1°–25 marzo 1956

Nota: "Pascià" è un titolo onorario turco, uno dei vari gradi, ed è equivalente al titolo britannico di "Lord". Bey è equivalente a un cavalierato o "Sir".